# Nova Topola (Gradiška)
Nova Topola (szerbül: Нова Топола), falu Gradiška községben, Bosznia-Hercegovinában, Bosanska krajina területén, a Szerb Köztársaságban. 

## Fekvése
Bosznia-Hercegovina északi részén, Banja Lukától légvonalban 31, közúton 35 km-re északra, községközpontjától légvonalban 10, közúton 11 km-re délkeletre, 97-102 méteres magasságban, a Gradiškát Banja Lukával összekötő főút mentén elterülő síkság, a Lijevce polje középső részén fekszik. Három fő részből, Donja, Srednja és Gornja Topolából áll, melyek ebben a sorrendben találhatók a Gradiškáról Banja Luka felé vezető út mentén.

## Népessége
| Nemzetiségi csoport | Népesség 1991 | Népesség 2013 |
| ------------------- | ------------- | ------------- |
| Szerb               | 1888          | 2252          |
| Bosnyák             | 11            | 9             |
| Horvát              | 92            | 60            |
| Jugoszláv           | 140           | 7             |
| Egyéb               | 60            | 44            |
| Összesen            | 2191          | 2372          |

## Története
1847-ben Nova Topola területén 275 ortodox szerb élt. Két évtizeddel később, 1867-ben számuk már megduplázódott 520-an éltek itt. A település 1878-ig tartozott az Oszmán Birodalomhoz, ekkor a berlini kongresszus határozata alapján az Osztrák-Magyar Monarchia része lett. 1879-ben a területet 14 német családdal telepítették be, akik Északnyugat-Németországból jöttek, mindössze egy évvel azután, hogy Bosznia Habsburg uralom alá került. A következő évben további hat család települt le, és a település az első világháborúig tovább növekedett. A telepesek a települést Windthorstnak nevezték el. Különféle korszerű mezőgazdasági módszereket vezettek be, segítségükkel jelentősen fejlődtek és sikeresek voltak. A település növekedése következtében három részre osztották: Unterwindthorst, Mittelwindthorst és Oberwindthorst. Miután Rudolf osztrák főherceg és trónörökös meglátogatta a környéket, a mai Aleksandrovac közelében Rudolfstal néven új kolónia jött létre. Az első önálló káplán 1881. november 9-től működött a településen, majd 1884. március 27-től már plébániaként működött. 1893-ban az egyházközség két falujába, Čelinovacba és Trošeljébe is bukovinai lengyelek költöztek. 1893-ban Unterwindthorstban felépült a nagy Jézus Szíve templom, de ez nem élte túl a második világháborút. Oberwindthorstban 1892-1893-ban felépült a Marija Zvijezda trappista kolostor helyi épülete, amely egy nyilvános kápolnának adott otthont, ahová a hívek szentmisére jártak, de a második világháború végén ez is elpusztult.
A monarchia szétesésével 1918-ban előbb a Szerb-Horvát-Szlovén Királyság, majd 1929-től a Jugoszláv Királyság része. Amikor Bosznia 1918-ban a Szerb, Horvát és Szlovén Királyság része lett a német bevándorlás megállt. A települést ezután a közeli Stara Topola településről a mai „Nova Topola” névre keresztelték. 1921-ben Nova Topola községnek összesen 322 háztartása és 1918 lakosa volt.
Jugoszlávia megszállása után a Független Horvát Állam (NDH) része lett. Miután a második világháborúban összeomlott a belső biztonság, a nácik megkezdték a német nemzetiségűek evakuálását Boszniából. Az erről szóló megállapodást 1942. szeptember 30-án írták alá a horvát usztasa rezsimmel. A német nemzetiségűek főszolgálatának ügynöksége (azaz a „Hauptamt Volksdeutsche Mittelstelle”) Otto Lakman parancsnoksága alatt szervezett egy félkatonai SS-szervezetet, hogy faluról falura járva szervezze az ellenséges hadseregtől fenyegetett falvak evakuálását. Windthorst minden idők legnagyobb németek lakta települése volt egész Boszniában. 1942 végén csaknem 2000 német nemzetiségűt evakuáltak Nova Topoláról, valamint további 500-at Rudolfstal településről, akik soha nem tértek vissza. Miután a kommunista hatóságok megsemmisítették a németség és a német kultúra létezésének minden emlékét a települést szerbek népesítették be. A háború végén, 1944 őszén a német katonai parancsnokság parancsára szinte az összes német elhagyta ezt a területet és Németországba költözött, a lengyelek többsége pedig a háború után, 1946-ban Lengyelországba ment vissza.
A második világháborúban a településnek 71 halálos áldozata volt, három kivételével mind szerbek. 1945-től a szocialista Jugoszlávia része volt. A daytoni békeszerződést követő területfelosztásnál Bosanska Gradiška község részeként a Szerb Köztársaság területéhez került.

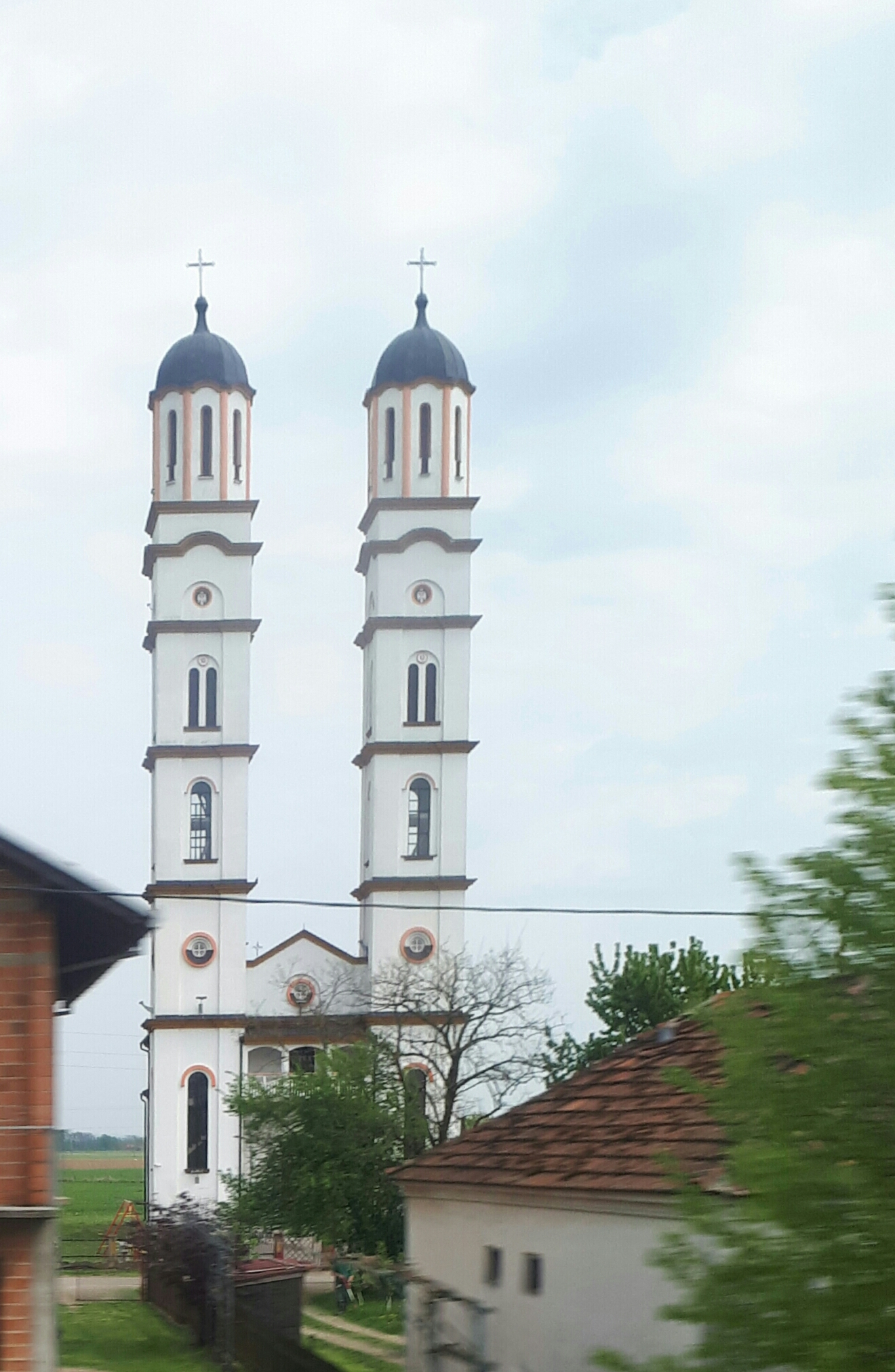
A Szent Száva pravoszláv plébániatemplom

A legfontosabb statisztikai adatok szerint ma Nova Topola intenzíven fejlődik, és a Lijevče polje egyre fontosabb központjává válik, ahol sok építkezés folyik, különösen az Agráripari Zónában. Emellett több gazdasági kapacitás is épült, elsősorban gyárak, bevásárlóközpontok, szociális létesítmények, többek között modern kultúrház, óvoda, sportpályák, turisztikai és vendéglátó létesítmények. Nova Topola turisztikai szempontból is nagyon vonzó hely, mivel a Kozara-hegység közelében, tavakkal, folyókkal, egyedülálló természeti környezettel, de termékeny mezőkkel is körülvéve fekszik.

## Kultúra
A KUD Petar Kočić Ifjúsági Kulturális és Művészeti Egyesület a helyi kultúrházban működik.

## Oktatás
A falu első iskolája 1878-ban nyílt meg, amikor ezek a vidékek az Osztrák-Magyar Monarchia fennhatósága alá tartoztak. Ma több, mint 700 tanulója van.

## Egészségügy
Nova Topolán egy háziorvosi rendelő működik, melynek felépítését a Szerb Köztársaság Egészségügyi és Szociális Védelmi Minisztériuma finanszírozta.

## Sport
A sport fontos helyet foglal el Nova Topola életében, az FK Lijevče pedig a legrégebbi hagyományokkal büszkélkedhet. 1929 márciusában alakult Sport Club Nova Topola néven. 1941-ben a klub a Vindhorst nevet kapta, mert akkoriban főleg németek éltek itt. Gazdag története során a klubot Vatrogasacnak is hívták. 1972-ben a csapat a Gradiškai Városi Liga bajnoka lett. Ugyanebben az évben visszakapta a klub jelenlegi a nevét, az FK Lijevčét. 

## Nevezetességei

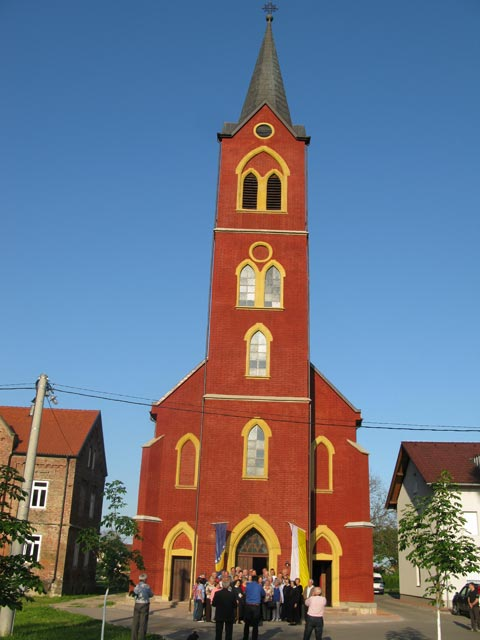
A Szent József római katolikus plébániatemplom

- Szent Száva tiszteletére szentelt pravoszláv plébániatemploma. A kéttornyú templom építési munkái nem sokkal a boszniai háború és a helyi plébánia létrehozása után kezdődtek. A templom alapjait 2002-ben szentelték fel. Az elkészült templomot 2021. október 10-én szentelte fel Jefrem Baja Luka-i ortodox püspök.[11]

- Szent József tiszteletére szentelt római katolikus plébániatemploma 1891-ben épült, a második világháborúban jelentősen megrongálódott, majd csak negyedszázaddal később állították helyre. Az utolsó újjáépítés a múlt század kilencvenes éveinek elején kezdődött, de a háború ezt megakadályozta. Az 1992-1995-ös háború alatt elidegenítették, és egy ideig kórházként szolgált. Ennek során súlyosan megrongálódott, és csak 1999 júliusában került vissza a plébánia birtokába, amikor is nagyon rossz állapotban adták vissza. 2010. szeptember 18-án felújították és ünnepélyesen megáldották.[6]

- A római katolikus plébániaház 1893-ban épült. A legutóbbi háborúban 1992-ben kifosztották és felégették. Ratko Grgić lelkipásztort (született Varesen 1944. május 25-én) 1992. június 16-án fegyveresek hurcolták el, azóta – Komarica püspök számtalan közbelépése ellenére – nincs információ arról, hogy mi lett a sorsa.[6] Nova Topola-i római katolikus plébániához a következő települések tartoznak: Nova Topola, Čelinovac és Trošelji. A plébánia területén két másik regionális templom is található: a trošelji Páduai Szent Antal templom Trošeljiben, és a čelinovaci Szent Mihály arkangyal templom.

- A Krisztus Vére Imádói Nővérek kolostora közvetlenül a plébániatemplom mellett 1888-ban épült. 1995 tavaszán többszöri visszaélések után az apácákat is kiutasították onnan, a kolostort pedig kifosztották és elidegenítették. 2002. október 16-án több nőtestvér visszatért, és a kolostor közössége újjáalakult. Az egyéb tevékenységek mellett a nővérek gyógynövényekből készítenek gyógyszereket, és ezzel hozzájárulnak a környező lakosság egészségéhez.[6]

- A település védett természeti látványossága egy védett diófa (Juglans regia L). A védett diófa a "Petar Kočić" Általános Iskola iskolaudvarához és az egykori plébániaház udvarához tartozó füves területen található. A fa kerülete 637 centiméter, a 2003-as adatok szerint 34 méter magas, ami a Szerb Köztársaság legmagasabb fái közé sorolja. Magán a fán kívül a környező terület 0,39 hektárja áll természetvédelem alatt.